# Adrian Heger
Adrian Heger (* 1981 in Berlin) ist ein deutscher Pianist und Dirigent.

## Leben
Heger hatte im Alter von fünf Jahren den ersten Klavierunterricht. Ab 1998 studierte er an der Hochschule für Musik Hanns Eisler Berlin bei Christian Ehwald, Semjon Skigin und Alexander Vitlin. Außerdem hatte er Unterricht bei Egon Melziarek, Walter Figur, Dietrich Fischer-Dieskau, George Alexander Albrecht, Péter Eötvös und Karlheinz Stockhausen. Von 2009 bis 2020 war er Solorepetitor, Pianist des Internationalen Opernstudios und Assistent des Chordirektors an der Staatsoper Unter den Linden und Dirigierassistent von Marc Albrecht und René Jacobs. In der Reihe LINDEN21 dirigierte er Musiktheaterproduktionen, darunter 2022 die Uraufführung von Hans Werner Henzes La piccola Cubana.
Im Alter von 22 Jahren dirigierte Heger unter der Gesamtleitung von Stockhausen die Uraufführung und CD-Aufnahme von dessen Komposition Rechter Augenbrauentanz, beim Holland Festival 2019 Michaels Reise um die Erde und Luzifers Tanz aus dessen Licht-Zyklus, und 2021 leitete er die Essener Philharmoniker bei der deutschen Erstaufführung von Luzifers Tanz in der Originalfassung. In Berlin arbeitete er u. a. mit der Staatskapelle, dem Rundfunk-Sinfonieorchester und dem Konzerthausorchester zusammen und leitete in der Werkstatt der Staatsoper Neuproduktionen von Karl Amadeus Hartmanns Simplicius Simplicissimus und Mike Svobodas Der unglaubliche Spotz.
Als Pianist trat Heger u. a. bei den Dresdner Musikfestspielen, beim Musikfest Berlin und beim Festival für neue Musik Ultraschall Berlin auf. Beim Festival Infektion! im Schillertheater spielte er 2016 Stockhausens Klavierstücke I-V und VII-IX.